# エネイド・コドラ
エネイド・コドラ（Eneid Kodra 、1999年11月4日 - ）は、アルバニア・ティラナ出身のプロサッカー選手。カテゴリア・スペリオレ・パルティザニ・ティラナ所属。ポジションは、ミッドフィールダー。

## 経歴
2018年9月1日、1-0で勝利したホームのカストリオティ戦の70分にヤシル・アサニとの交代出場でリーグ戦デビューを果たした。